# Vladimír Oplt
Vladimír Oplt (5. července 1937 Kladno – 5. ledna 2021 Valašské Meziříčí[zdroj?]) byl český politik a lesní inženýr, senátor za obvod č. 77 – Vsetín, zastupitel Zlínského kraje, člen ODS.

## Vzdělání, profese a rodina
Po maturitě na Střední lesnické škole v Hranicích vystudoval Lesnickou fakultu v Brně. V letech 1961–1996 pracoval na různých postech v lesních závodech severní Moravy.

## Politická kariéra
V letech 1961–1968 byl členem KSČ, ze strany vystoupil v září 1968.
Ve volbách 1996 se stal členem horní komory českého parlamentu, když v obou kolech porazil sociálního demokrata Roberta Dostála. V senátu se angažoval ve Výboru pro hospodářství, zemědělství a dopravu, kde v letech 1998–2000 zastával post místopředsedy. V roce 1998 zastával funkci místopředsedy Stálé komise Senátu pro krajany žijící v zahraničí. Ve volbách 2000 svůj mandát obhajoval, avšak v obou kolech prohrál s nezávislým starostou Rožnova pod Radhoštěm Jaroslavem Kubínem.
V letech 2004–2008 zasedal v zastupitelstvu Zlínského kraje.